# Tournoi de tennis de Suzhou
Le tournoi de Suzhou est un tournoi de tennis féminin classé en catégorie WTA 125 se disputant à Suzhou (Chine) sur dur en octobre.
La deuxième édition s'est déroulée début septembre 2014. L'Allemande Anna-Lena Friedsam en a remporté le simple et la paire Chan Chin-wei - Chuang Chia-jung, le double dames.
En 2015, le tournoi est rétrogradé en catégorie ITF et voit sa dotation passer à 50 000 $. Il revient en catégorie WTA 125 lors de la saison 2025.
Un tournoi masculin faisant partie du circuit Challenger est créé la même année et se déroule la semaine suivant le tournoi féminin.

## Palmarès dames

### Simple
| No    | Date       | Nom et lieu du tournoi                     | Catégorie      | Dotation       | Surface        | Vainqueure         | Finaliste      | Score          |                |
| ----- | ---------- | ------------------------------------------ | -------------- | -------------- | -------------- | ------------------ | -------------- | -------------- | -------------- |
| (I)   | 08-10-2012 | ITF Women's Circuit Suzhou, Suzhou         | ITF            | 100 000 $      | Dur (ext.)     | Hsieh Su-wei       | Duan Ying-Ying | 6-2, 6-2       |                |
| 1     | 05-08-2013 | Caoxijiu Suzhou Ladies Open, Suzhou        | WTA 125        | 125 000 $      | Dur (ext.)     | Shahar Peer        | Zheng Saisai   | 6-2, 2-6, 6-3  | Tableau        |
| 2     | 01-09-2014 | Huangcangyu WTA Suzhou Ladies Open, Suzhou | WTA 125        | 125 000 $      | Dur (ext.)     | Anna-Lena Friedsam | Duan Ying-Ying | 6-1, 6-3       | Tableau        |
| (II)  | 19-10-2015 | Suzhou Ladies Open, Suzhou                 | ITF            | 50 000 $       | Dur (ext.)     | Zhang Kailin       | Duan Ying-Ying | 1-6, 6-3, 6-4  |                |
| (III) | 17-10-2016 | Suzhou Ladies Open, Suzhou                 | ITF            | 50 000 $       | Dur (ext.)     | Chang Kai-chen     | Wang Yafan     | 4-6, 6-2, 6-1  |                |
| (IV)  | 16-10-2017 | Suzhou Ladies Open, Suzhou                 | ITF            | 60 000 $       | Dur (ext.)     | Sara Errani        | Guo Hanyu      | 6-1, 6-0       |                |
| (V)   | 15-10-2018 | Suzhou Ladies Open, Suzhou                 | ITF            | 100 000 $      | Dur (ext.)     | Zheng Saisai       | Jana Čepelová  | 7-5, 6-1       |                |
|       | 2019-2024  | Pas de tournoi                             | Pas de tournoi | Pas de tournoi | Pas de tournoi | Pas de tournoi     | Pas de tournoi | Pas de tournoi | Pas de tournoi |
| 3     | 29-09-2025 | Suzhou WTA 125, Suzhou                     | WTA 125        | 125 000 $      | Dur (ext.)     |                    |                | NC             | Tableau        |

### Double
| No    | Date       | Nom et lieu du tournoi                    | Catégorie      | Dotation       | Surface        | Vainqueures                      | Finalistes                         | Score            |                |
| ----- | ---------- | ----------------------------------------- | -------------- | -------------- | -------------- | -------------------------------- | ---------------------------------- | ---------------- | -------------- |
| (I)   | 08-10-2012 | ITF Women's Circuit Suzhou Suzhou         | ITF            | 100 000 $      | Dur (ext.)     | Timea Bacsinszky Caroline Garcia | Yang Zhaoxuan Zhao Yijing          | 7-5, 6-3         |                |
| 1     | 05-08-2013 | Caoxijiu Suzhou Ladies Open Suzhou        | WTA 125        | 125 000 $      | Dur (ext.)     | Tímea Babos Michaëlla Krajicek   | Han Xinyun Eri Hozumi              | 6-2, 6-2         | Tableau        |
| 2     | 01-09-2014 | Huangcangyu WTA Suzhou Ladies Open Suzhou | WTA 125        | 125 000 $      | Dur (ext.)     | Chan Chin-wei Chuang Chia-jung   | Misa Eguchi Eri Hozumi             | 6-1, 3-6, [10-7] | Tableau        |
| (II)  | 19-10-2015 | Suzhou Ladies Open Suzhou                 | ITF            | 50 000 $       | Dur (ext.)     | Yang Zhaoxuan Zhang Yuxuan       | Tian Ran Zhang Kailin              | 7-64, 6-2        |                |
| (III) | 17-10-2016 | Suzhou Ladies Open Suzhou                 | ITF            | 50 000 $       | Dur (ext.)     | Hiroko Kuwata Akiko Omae         | Jacqueline Cako Sabina Sharipova   | 6-1, 6-3         |                |
| (IV)  | 16-10-2017 | Suzhou Ladies Open Suzhou                 | ITF            | 60 000 $       | Dur (ext.)     | Jacqueline Cako Nina Stojanović  | Eri Hozumi Miyu Kato               | 2-6, 7-5, [10-2] |                |
| (V)   | 15-10-2018 | Suzhou Ladies Open Suzhou                 | ITF            | 100 000 $      | Dur (ext.)     | Misaki Doi Nao Hibino            | Luksika Kumkhum Peangtarn Plipuech | 6-2, 6-3         |                |
|       | 2019-2024  | Pas de tournoi                            | Pas de tournoi | Pas de tournoi | Pas de tournoi | Pas de tournoi                   | Pas de tournoi                     | Pas de tournoi   | Pas de tournoi |
| 3     | 29-09-2025 | Suzhou WTA 125 Suzhou                     | WTA 125        | 125 000 $      | Dur (ext.)     |                                  |                                    | NC               | Tableau        |

## Palmarès messieurs

### Simple
| No | Date       | Nom et lieu du tournoi                  | Catégorie  | Dotation | Surface    | Vainqueur         | Finaliste      | Score         |  |
| -- | ---------- | --------------------------------------- | ---------- | -------- | ---------- | ----------------- | -------------- | ------------- |  |
| 1  | 26-10-2015 | China International Suzhou Open, Suzhou | Challenger | 75 000 $ | Dur (ext.) | Dudi Sela         | Matija Pecotić | 6-1, 1-0, ab. |  |
| 2  | 24-10-2016 | China International Suzhou Open, Suzhou | Challenger | 75 000 $ | Dur (ext.) | Lu Yen-hsun       | Stefan Kozlov  | 6-0, 6-1      |  |
| 3  | 23-10-2017 | China International Suzhou Open, Suzhou | Challenger | 75 000 $ | Dur (ext.) | Miomir Kecmanović | Radu Albot     | 6-4, 6-4      |  |

### Double
| No | Date       | Nom et lieu du tournoi                  | Catégorie  | Dotation | Surface    | Vainqueurs                          | Finalistes                         | Score             |  |
| -- | ---------- | --------------------------------------- | ---------- | -------- | ---------- | ----------------------------------- | ---------------------------------- | ----------------- |  |
| 1  | 26-10-2015 | China International Suzhou Open, Suzhou | Challenger | 75 000 $ | Dur (ext.) | Lee Hsin-han Denys Molchanov        | Gong Maoxin Peng Hsien-yin         | 3-6, 7-65, [10-4] |  |
| 2  | 24-10-2016 | China International Suzhou Open, Suzhou | Challenger | 75 000 $ | Dur (ext.) | Mikhail Elgin Alexander Kudryavtsev | Andrea Arnaboldi Jonathan Eysseric | 4-6, 6-1, [10-7]  |  |
| 3  | 23-10-2017 | China International Suzhou Open, Suzhou | Challenger | 75 000 $ | Dur (ext.) | Gao Xin Sun Fajing                  | Gong Maoxin Zhang Ze               | 7-65, 4-6, [10-7] |  |